# ユーリ・ドゥムチェフ
ユーリ・ドゥムチェフ（Yuriy Dumchev、1958年8月5日 - ）は、ソビエト連邦の男子陸上競技選手。専門は円盤投げ。ヴォロネジ州ロッソーシ出身。身長200cm、体重128kg。
1983年5月29日に円盤投げで71メートル86の世界記録を樹立し、1986年6月6日に東ドイツのユルゲン・シュルトに破られるまで世界記録であった。この記録は現在もロシアの国内記録である。
1980年モスクワオリンピック5位、1988年ソウルオリンピックで4位入賞の成績を残している。